# اینفرنو
اینفرنو (به انگلیسی: Inferno) یک سیستم‌عامل توزیع‌شده است که از آزمایشگاه‌های بل سرچشمه گرفته، اما هم‌اکنون توسط شرکت ویتا نووا هولدینگز به صورت یک نرم‌افزار آزاد توسعه می‌یابد. اینفرنو نتیجه تجربیاتی است که از پلان ۹ از آزمایشگاه‌های بل بدست آمده بود و پژوهش بیشتری در زمینه سیستم‌عامل‌ها، زبان‌ها، کامپایلرها، گرافیک، امنیت، شبکه و پورتابل بودن از طرف آزمایشگاه‌های بل به حساب می‌آید. نام این سیستم‌عامل و نام بسیاری از برنامه‌های آن و همینطور نام شرکت فعلی که آن را توسعه می‌دهد، از کمدی الهی دانته آلیگیری الهام گرفته شده است.